# Las Gigantes de Carolina
Las Gigantes de Carolina  - żeński klub piłki siatkowej z Portoryko. Swoją siedzibę ma w Carolinie. Został założony w 2002.

## Sukcesy
- Mistrzostwa Portoryko:
  -  2003, 2004, 2006

## Kadra 2011/12
Źródło:
- 2.  Diane Copenhagen
- 3.  Xaimara Colón
- 4.  Morgan Back
- 5.  Emily Brown
- 5.  Kristen Dozier
- 6.  Miriam Quijano
- 7.  Laudevis Marrero
- 8.  Doris Torresola
- 9.  Stephanie Perez
- 10. Aida Bauza
- 11. Joedly Naraez
- 12. Odemaris Díaz
- 13. Gregner Gotay-Quinones
- 15. Yomaira Santana